# Kritische Berichte
Die Kritischen Berichte. Zeitschrift für Kunst- und Kulturwissenschaften (Eigenschreibweise kritische berichte, kb) sind eine Fachzeitschrift, die seit 1973 vierteljährlich bei unterschiedlichen Verlagen – zuletzt im Jonas-Verlag und seit 2023 bei Arthistoricum.net erscheint. Die Zeitschrift wird vom Ulmer Verein – Verband für Kunst- und Kulturwissenschaften e. V. herausgegeben. Die Redaktion der Kritischen Berichte besteht aktuell aus Sebastián Eduardo Dávila, Regine Hess, Henry Kaap, Sarah Sigmund, Kathrin Rottmann und Sabine Weingartner.

## Gründung und Ausrichtung
Die Kritischen Berichte wurden 1972 vor dem Hintergrund der methodologischen Krise des Faches Kunstgeschichte und des Aufkommens einer neuen kritischen Kunstgeschichte, der new art history, gegründet. Anstoß für eine kulturwissenschaftlich ausgerichtete Zeitschrift, die sich brisanter, anderenorts nicht behandelter und veröffentlichter Themen annehmen würde, waren die vielfältigen Forderungen nach einer neuen, kritischen Kunstwissenschaft, die sich nicht allein auf die klassischen Gebiete der Kunstgeschichte beschränkt.
Seit Erscheinen der ersten Ausgabe 1973 versteht sich die Zeitschrift vor allem als eine Plattform einer immer komplexer werdenden Methodendiskussion, sowie als ein Forum für transdisziplinäre Beiträge zu Themen wie Ethnozentrismus, Interkulturalität oder Gender Studies. Sie enthält Aufsätze und Berichte aus allen Bereichen der Kunst- und Kulturwissenschaften und informiert über die aktuellen Entwicklungen. Der Schwerpunkt liegt dabei auf der Betrachtung des gesellschaftlichen Hintergrunds sowie des ökonomischen und politischen Kontextes. Zugleich ist die Zeitschrift das Mitteilungsorgan des Ulmer Vereins – Verband für Kunst- und Kulturwissenschaften e. V.

## Formalia
Seit 2023 erscheint die Zeitschrift bei Arthistoricum.net (Universitätsbibliothek Heidelberg) im Gold Open Access.
Die Zeitschrift erscheint in aller Regel mit vier Heften pro Jahr; vor den 1990er Jahren wurden die physischen Hefte teilweise als Doppelnummern klassifiziert. In den ersten beiden Jahrgängen wichen Band- und Jahreszählung voneinander ab: 1973 erschienen nur drei Hefte, aber auch das – erst 1974 erschienene – vierte Heft wurde zum ersten Band (Buch) der Zeitschrift gezählt. Danach erschienen 1974 noch drei Doppelhefte (1/2, 3/4 und 5/6); seit 1975 ist das erste Heft des jeweiligen Jahres auch das erste Heft des jeweiligen Bandes (1975 = Band 3; 2019 = Band 47).
Die Zeitschrift hat drei unterschiedlich ID-Nummern in der Zeitschriftendatenbank: 124818-2 (1973–1975) und 531823-3 (ab 1975) für die gedruckten Ausgaben sowie 2722286-X für die (Retro-)Digitalisate.